# De Sims 2: Vrije Tijd
De Sims 2: Vrije Tijd (Engels: The Sims 2: FreeTime) is het zevende uitbreidingspakket van het levenssimulatiespel De Sims 2.

## Gameplay
Sims kunnen zich bezighouden met hobby's zoals basketbal, voetbal, het opknappen van auto's, ballet, gamen en dergelijke. Als een Sim goed is in een bepaalde activiteit, kunnen ze de zelfgemaakte spullen verkopen en kunnen ze meedoen aan wedstrijden.

### Nieuwe voorwerpen
De uitbreiding bevat enkele nieuwe voorwerpen waarmee Sims hun hobby uit kunnen oefenen:
- Hometrainer
- Mierenboerderij
- Modeltreinen
- Naaimachine
- Pottenbakkerswiel

### Nieuwe carrières
- Entertainer
- Danser
- Architect
- Geheime dienst
- Oceanografie

### Lampgeest
Het zogenaamde "monster" uit dit pakket is een lampgeest of wensgeest, die te krijgen is door de Sims veel tijd te laten besteden aan hun favoriete hobby. Van deze lampgeest krijgen de Sims drie wensen.

## Trivia
In het uitbreidingspakket komt een personage genaamd Rod Humble een pakketje brengen. Hij geeft als cadeau een nieuwe computer aan de Sims, die een voorproefje bevat van De Sims 3. Het personage is gebaseerd op de computerspellenontwerper Rod Humble. Rod werkte mee aan de ontwikkeling van De Sims 3. Ook zit er een schilderij in dit uitbreidingspakket dat een foto toont van de buurt in De Sims 3.